# Nebulus 2: Pogo a gogo
Nebulus 2: Pogo a gogo è un videogioco platform, sviluppato dal gruppo tedesco Infernal Byte Systems e pubblicato per Amiga e Atari ST nel 1991 da 21st Century Entertainment. Esso è il sequel di Nebulus sviluppato quattro anni prima da Hewson.

## Trama
Pogo deve salvare la galassia, una volta ancora. Il cattivo di turno chiamato Zio malvagio (Evil Uncle nella versione inglese), ha preso il controllo delle Torri della vita, gigantesche strutture costruite su vari pianeti della galassia. Le torri servono a rendere abitabile il pianeta dove sono costruite, estraendo ossigeno dall'acqua e pompandolo nell'atmosfera. Così facendo l'ecosistema marino di ogni pianeta sarebbe in pericolo. Pogo deve intervenire.

## Modalità di gioco
Come il prequel Pogo deve arrivare in cima a molte torri, sfruttando i vari ascensori, tunnel e piattaforme. Nel gioco inoltre si possono trovare degli interruttori per sbloccare ascensori, inneschi per dinamite, chiavi, missili trasportatori, magneti e strutture semoventi. Inoltre ci sono dei mini-giochi fra una torre e l'altra, che ci permettono di ottenere tempo bonus. In alcuni casi si deve discendere la torre invece di risalirla.

## Livelli
Nel videogioco bisogna superare ben sedici torri per arrivare alla fine, intervallati da tre livelli diversi per recuperare tempo bonus da utilizzare nella torre successiva.
- Torre 1:La prigione mortale del demone
- Torre 2:La vendetta dei demoni
- Torre 3:La dolce liscia soddisfazione
- Torre 4:La vendetta delle dolcezze
- Torre 5:Il recupero del divertimento finale
- Torre 6:La vendetta dei divertenti
- Torre 7:Il duri cacciatori tecnologici
- Torre 8:La vendetta dei robot
- Torre 9:Gli aggressivi argonauti alieni
- Torre 10:La vendetta degli alieni
- Torre 11:La meravigliosa acqua bagnata
- Torre 12:La vendetta del pesce stellare
- Torre 13:Il meraviglioso desiderio d'Inverno
- Torre 14:La vendetta delle palle di neve
- Torre 15:L'ascensore criptato d'Egitto
- Torre 16:L'ultima occasione

- Bonus 1:Pericolo pericolo, attacco di uccelli.Pogo è a bordo di un ciclo-elicottero deve colpire uccelli e palloncini per aggiungere tempo bonus.
- Bonus 2:Il cowboy solitario. Pogo è in sella ad una specie di struzzo e deve recuperare pacchi regalo per accumulare tempo extra.
- Bonus 3:Nuota, nuota nuota. Pogo, come il predecessore Nebulus, deve sparare ai pesci per recuperare tempo aggiuntivo.

Alla fine del gioco si può leggere che verrà pubblicato un disco di espansione con nuovi livelli, mai pubblicato.